# Джапаридзе, Николай Романович
Николай Романович Джапаридзе (15 мая 1892, Кутаиси, Кутаисская губерния, Российская империя — неизвестно, Тбилиси, Грузинская ССР) — учитель химии средней школы № 23 имени Чавчавадзе, Тбилиси, Грузинская ССР. Герой Социалистического Труда (1968).

## Биография
Родился в 1892 году в семье учителя в Кутаиси. В 1910 году окончил реальное училище. Затем обучался на физико-математическом и естественно-географическом факультетах Императорского Новороссийского университета в Одессе, который окончил в 1916 году. По возвращении в Кутаиси в 1917 году преподавал физику и естествознание в местной гимназии, которая в советское время была преобразована во 2-й гуманитарный техникум. В 1921 году назначен заместителем директора в этом же техникуме.
С 1926 года — служащий, инструктор-методист Главсоцвоса Наркомата просвещения Грузинской ССР.
С 1929 года — преподаватель химии в 3-й опытной показательной школы, с 1933 года — преподаватель химии в средней школы № 23 имени Чавчавадзе. Одновременно преподавал курс химии на вечернем отделении Закавказского коммунистического университета, курс методики химии в Педагогическом институте имени А. С. Пушкина, на республиканских курсах по переподготовки учителей химии, работал по совместительству в методическом отделе Министерства просвещения Грузинской ССР. За выдающиеся заслуги в преподавательском деле был награждён в 1946 году Орденом «Знак Почёта» и в 1949 году — Орденом Ленина.
Представлен ЦК Компартии Грузии к награждению почётным званием Героя Социалистического Труда.
Из наградного листа

«Под его руководством в школе оборудован образцовый кабинет химии, оснащённый всей необходимой аппаратурой и реактивами. В формировании научного мировоззрения школьников Джапаридзе использует связь теории с практикой, с развитием науки, с производственной деятельностью людей. Изучение химии не замыкается в рамках класса, ученики совершают экскурсии на заводы.
На республиканских химических олимпиадах и научно-теоретических конференциях, проводимых Дворцом пионеров, ученики Джапаридзе ежегодно занимают первые места, проявляя не только отличные знания, но показывая при этом навыки самостоятельного решения поставленных проблем. Немало учеников преподавателя-энтузиаста избрали химию своей профессией, закончили специальные высшие химические учебные заведения и защитили научные степени».

Указом Президиума Верховного Совета СССР от 1 июля 1968 года удостоен звания Героя Социалистического Труда за «большие заслуги в деле обучения и коммунистического воспитания учащихся» с вручением ордена Ленина и золотой медали «Серп и Молот» (№ 14982).
Автор нескольких монографий по преподаванию химии, соавтор учебников по химии для грузинских школ.
Проработал в тбилисской школе № 23 более 30 лет. В 1969 году вышел на пенсию. Персональный пенсионер союзного значения. Проживал в Тбилиси. Дата смерти не установлена.
Память
На киностудии «Грузия-фильм» был снят документальный фильм «Николай Джапаридзе», рассказывающий о преподавательском опыте Николая Джапаридзе.
Награды
- Герой Социалистического Труда
- Орден Ленина — дважды (02.03.1949; 1968)
- Орден «Знак Почёта» (24.02.1946)
- Заслуженный учитель школы Грузинской ССР (01.12.1944)